# Yuta Koide
Yuta Koide (født 20. oktober 1994) er en japansk fodboldspiller, som spiller for den japanske fodboldklub Ventforet Kofu.